# ウイニングポスト7
『ウイニングポスト7』（Winning Post 7）とは、2004年にコーエー（現・コーエーテクモゲームス）からWindows版が発売された競馬シミュレーションゲーム。ウイニングポストシリーズの第7作。
Windows版ではパワーアップキットが発売され、後に「マキシマム2008」が発売された。
家庭用ゲーム機では無印と「マキシマム2006」はPlayStation 2（PS2）版が、「マキシマム2007」はPS2版とPlayStation 3（PS3）版が、「マキシマム2008」はPS2版、PS3版、Wii版が、「マキシマム2009」はPlayStation Portable（PSP）版が発売された。PS2版の無印は「KOEI The Best」で廉価版も発売されている。
Win版はソースネクストから「Qualityイチキュッパ」シリーズで、無印およびPK両方とも廉価版が発売されている。『5』のソースネクスト版と異なり、コーエーへのユーザー登録用シリアルも付属している。さらにそれまでパッケージ販売のみが行われてきたパワーアップキットのダウンロード販売も初めて行われた。
以後、「2010」「2012」「2013」はWindows版・PS3版・PSP版が発売された。また、「2013」のみPS Vita版も発売されている。

## 概要
今までのシリーズと違い、1984年（グレード制に導入された年度）にゲームが開始し、史実期間（1984年～同作品発売年度まで）あまりの間は史実馬との対決を行う。史実馬との対決が終了した時点で引継ぎプレイも可能となる。「マキシマム2007」以降、従前のシリーズと同様に、現役競走馬がすべて引退した後の状態でゲームを開始することも可能となっている。
馬主タイプは2種類あり、1984年開始時にこのいずれかから選ぶこととなる。ノーマルタイプでは初めは牧場を所有しておらず、条件を満たすことで後に建設することができる。大牧場タイプでは牧場を所有しており、海外牧場を開設していない段階でもアメリカやヨーロッパの種牡馬と種付けできるが史実競走馬の購入ができない。「マキシマム2008」では最初からお守りを大量に所有し、牧場を持つことができない、史実期間終了後にゲーム終了の大馬主タイプが追加された。なお、現役競走馬が引退した後の状態での開始ではノーマルタイプしか選べない。
生産面では一定の条件を満たすことで特定の種牡馬の（子）系統を親系統に昇格させることが可能となった。また「マキシマム2008」では、条件さえ合えば同一年に親系統昇格と子系統確立が同時に行われる事もある様になった（「マキシマム2007」までは年内に子系統確立か親系統昇格かどちらか1つだけだった）。
本編とは別にWP7マルチリンクという新システムが登場。ネットワーク上のレース番組表に沿って全国のユーザーが任意のレースに出走させるシステムであり、番組表自体は本編のものと同じである。また本編と同じように新馬戦や条件戦を勝ち上がっていきつつレースで愛馬を鍛える必要があるため、いきなり重賞に出走しても相当強い馬だったとしても勝てる見込みは少ない。基本的にレースに出走する馬はほぼすべてがいずれかのユーザーの馬であるのだが、出走頭数の少ないレースにはNPCホースが登場する。また、初期の頃には成長タイプが早熟鍋の馬は寿命が無限というバグがあった。本作の無印ではオート進行はできない。マキシマム、パワーアップキットでは可能になっている。なお「2010」ではオンライン設定なしでも起動が可能になった。
「2010」以降において、『7』シリーズ初となる音声実況が導入される。実況を担当するのはフリーアナウンサーの矢野吉彦。臨場感を高める演出の試みである一方、レースの実況内容、大レースの本馬場入場デモ、旧作に多数収録されていた特殊な実況（特定馬が特定レースに優勝した際にのみ現れる実況）などを始めとする全体の実況バリエーションは、文章実況のみの作品に比べ激減し、状況にそぐわない実況演出の頻度も高まった。
開催表は発売時点での最新のデータをもとにして作られているため、過去においては現実の競馬施行状況が反映されていない部分が多い。一例を挙げる1984年から史実期間途中が新設されたレースが開催されていたり、競走格付や施行条件の変更、外国産馬・セン馬が一部レースの出走制限、さらに一部史実馬は前述のデータ変更の影響が受けないも出走レース・故障または予後不良なども正確には反映されていない。

## 史実馬について
庭先取引やセリなどの手段によって史実馬を所有することが可能。セリに出される史実競走馬は実際にセリで売買された競走馬のみである。また史実馬の母馬を所有し、史実通りの種付けを行えば自牧場で史実馬を生産することも可能。なお、史実馬が予後不良となったり引退を長引かせたりした場合、その史実馬の産駒は生まれなくなる。
史実馬は強さに応じて金、銀、銅、赤のお守りを持っていないと庭先取引ができないようになっている。牝馬の場合は弱くても産駒に優秀な競走馬がいる場合、その産駒と同じランクのお守りが必要となる（異なる場合もある）。また、金のお守り複数を使用して海外馬カードを入手すればサンデーサイレンスなどの有名な史実海外馬を購入して所有することも可能である。なお、サードステージなどのスーパーホースも史実馬と同じ扱いとなっている。
史実馬が史実通りの年に登場するAモードと、ランダムで登場年数が変わるBモードがある。

### Aモード
Aモードでは、プレイヤーが所有しなかった場合、史実馬が史実通りに登場、引退（予後不良を含む）し、可能な限り史実と同じメインレース（重賞など）に出走する。また、一部の史実馬は、能力的に劣っていても、史実補正（史実ではこのレースに勝利）により勝利することもある。
史実馬の予後不良なども再現されており、プレイヤーが所有しなかった場合は、実際に予後不良となったレースで死亡するほか、繁殖入り後も実際に死亡した年に死亡（ゲーム内では供用停止ではあるものの引退という表現になっている）する。また、COM所有の史実馬は、実際の引退年に競走馬を引退する。

## オンラインユーザー認証システム
『ウイニングポスト7』のWindows版（2005年8月25日発売）はオンラインユーザー認証システムを導入した為にネットワークゲームではないにもかかわらずインターネットへの常時接続が必要であり、インターネットの接続が出来ない環境下でのプレイが不可能となった。それにもかかわらず、初期はコーエー側の認証サーバがユーザーのアクセスに耐え切れず不安定になることがしばしばあった。そのためネットワーク環境が快適な正規ユーザーにもかかわらず突然ゲームがシャットダウンされたりゲーム内での一週間単位で認証が必要だった。またゲームのバグや不具合のアップデートが頻繁に行われ、システム自体の修正も度々行われた。これが問題点となり、コーエーの後続の製品（例えば『信長の野望・革新』）ではオンラインユーザー認証システムは導入されなかった。さらに本シリーズWindows版においても、「マキシマム2008」では「マルチリンクに対応しない」という理由でオンラインユーザー認証システムは搭載されなかった。